# Mésange des genévriers
Baeolophus ridgwayi
Espèce
Statut de conservation UICN

 LC  : Préoccupation mineure
La Mésange des genévriers (Baeolophus ridgwayi) ou mésange des pinèdes, est une espèce de passereaux appartenant à la famille des Paridae. L'espèce est dédiée à Robert Ridgway (1850-1929).
Elle est présente au Mexique et dans le sud-ouest des États-Unis.

## Sous-espèces
D'après Alan P. Peterson, il existe les sous-espèces suivantes :
- Baeolophus ridgwayi ridgwayi  (Richmond) 1902
- Baeolophus ridgwayi zaleptus  Oberholser 1932